# Zostérops de Swainson
Zosterops pallidus
Espèce
Statut de conservation UICN

 LC  : Préoccupation mineure
Le Zostérops de Swainson (Zosterops pallidus) est une espèce tropicale de passereaux de la famille des Zosteropidae vivant dans les ripisylves.
D'après le Congrès ornithologique international, c'est une espèce monotypique (non divisée en sous-espèces).
Il se distingue du Zostérops du Cap (Zosterops virens) par ses flancs orangés.

## Répartition
Cet oiseau est présent en Namibie et en Afrique du Sud, de part et d'autre du fleuve Orange,; ainsi est-il dénommé dans d'autres langues.